# Acropimpla lucifugus
Acropimpla lucifugus är en stekelart som först beskrevs av André Seyrig 1932.  Acropimpla lucifugus ingår i släktet Acropimpla och familjen brokparasitsteklar. Inga underarter finns listade i Catalogue of Life.